# سينما برج فلسطين التجاري
سينما برج فلسطين التجاري هي سينما تعتبر أول مجموعة سينما في فلسطين تقع في برج فلسطين التجاري. ويعتبر البرج في الأساس فندقاً راقياً وحديثاً، وتقع السينما في الطابق الأول من الفندق. تتكون سينما برج فلسطين من 6 قاعات عرض وتتميز بنظام صوتي عالي الجودة وتقنية ممتازة. كما تعرض السينما أحدث أفلام هوليوود وشباك التذاكر والأفلام العربية بتنسيقات ثنائية وثلاثية الأبعاد عالية الجودة. تتوفر أيضًا الوجبات الخفيفة مثل الفشار والناتشوز والحلويات الأخرى والمشروبات الباردة للاستمتاع بها أثناء مشاهدة الفيلم الذي تختاره.

## تاريخ السينما
في عام 2014، افتتحت إدارة برج فلسطين التجاري ستة دور سينما في الطابق الأول من برج فلسطين التجاري في مدينة البيرة، تعرض أفلاماً عالمية ومحلية تناسب المجتمع الفلسطيني بأكمله. وتتميز سينمات البرج بوجود غرف مخصصة لذوي الاحتياجات الخاصة ومعدات خاصة بذوي الاحتياجات الخاصة. بالنسبة لضعاف السمع، تعد زيادة ترددات الصوت والأفلام تقنية متقدمة جدًا؛ تعرض شركة USA Box Company، المجهزة بمعدات حديثة ونظارات ثلاثية الأبعاد مريحة، أفلامًا ثلاثية الأبعاد وثنائية الأبعاد في نفس اليوم، وهو ما لا يستمتع به سوى عدد قليل من دور العرض.
عرض الفيلم ليس فقط في أكبر دور السينما؛ هناك العديد من المراكز والجمعيات الفلسطينية التي تهتم بالقضايا الثقافية وتقدم العروض في مراكزها، مثل: قصر رام الله الثقافي، مؤسسة ششاص، مسرح عشتار، مركز يبوس في القدس وغيرها.